# Dương Thu Hương
Pour les personnes ayant le même patronyme, voir Duong.
Dans ce nom, le nom de famille, Dương, précède le nom personnel.
Dương Thu Hương est une romancière et dissidente politique vietnamienne qui participe à la renaissance littéraire du Viêt Nam dans les années 1980, tout comme Nguyễn Huy Thiệp, Phạm Thị Hoài, Bảo Ninh et bien d'autres encore. En plus d'être connue pour ses œuvres littéraires, elle est aussi connue sur le plan international pour sa lutte en faveur de la démocratie et de la liberté, ce qui lui vaut d'être surveillée par les autorités vietnamiennes.
Dương Thu Hương est récipiendaire, en 2005, du prix Oxfam Novib/PEN pour la liberté d'expression et a reçu le grand prix des lectrices de Elle 2007 pour son roman Terre des oublis.

## Jeunesse

### Naissance et études
Née en 1947 dans la région de Thái Bình, au nord du Viêt Nam, Dương Thu Hương est de son propre aveu issue d'« une famille ni riche ni pauvre ». Malheureusement, n'appartenant ni à la classe paysanne ni au prolétariat, elle se voit refuser l'accès à une bonne éducation scolaire. Sa grand-mère, qui possédait des terres, l'emmène avec elle au Sud dans les années 1950. Au moment où la guerre d'Indochine éclate, le père de Dương Thu Hương, ingénieur des communications, s'engage aux côtés des nationalistes vietnamiens. Dans un confort relatif, sous l'autorité d'un père revenu du combat et d'une mère qu'elle décrit comme « une sorte de plante d'agrément, coquette et légère », Dương Thu Hương reçoit une éducation traditionnelle. Plus tard, installée au Nord Viêt Nam, elle s'inscrit à l'École supérieure de la culture, institution académique vietnamienne réputée entre autres pour sa formation d'acteurs, de chanteurs et de danseurs.

### Implication dans la guerre du Viêt Nam
En 1967, elle est mariée de force à un homme brutal qui la bat. « Quand j'étais très jeune, j'ai dû me marier avec un homme qui m'aimait et que je n'aimais pas. Il a mis son fusil sur mon cou, il m'a demandé de l'épouser, sinon il me mettait une balle dans la gorge, il se tuerait ensuite. J'avais peur, j'avais vingt ans, c'était un homme fou amoureux, mon père était loin. Vous savez bien que dans une famille le père est toujours le premier soutien des filles. Mes frères étaient petits, je suis l'aînée, j'ai eu peur de mourir, et je ne pouvais pas m'en sortir. J'ai vécu comme une esclave, une vie végétale, assez longtemps. Après la naissance de deux enfants, j'ai demandé le divorce, mais mon père est intervenu. Il m'a obligée à rester avec cet homme, parce que pour une famille traditionnelle, un divorce c'est salir l'honneur des siens. J'ai dû rester dans ce carcan jusqu'en 1980. » Aujourd'hui elle est divorcée et vit seule.
En raison de ses bons résultats scolaires, Dương Thu Hương a la chance d'aller étudier en Bulgarie, en Allemagne de l'Est et en URSS, trois pays dotés d'un régime politique communiste à l'époque de la Guerre froide. Elle prend ensuite la décision d'aller combattre sur le front de Binh Tri Thien, en pleine guerre du Viêt Nam, parce que ses ancêtres « ont toujours combattu pour notre pays (le Viêt Nam) ». Elle rejoint un groupe d'artistes qui divertit les troupes du Viêt Nam du Nord ainsi que les victimes de la guerre, mobilisent l'opinion et évacuent en toute hâte les morts, les blessés et les victimes des bombardements. Le slogan de ce groupe d'artistes était : « Chanter plus fort que les bombes ». Afin de justifier son implication en tant qu'animatrice culturelle dans la guerre du Viêt Nam, elle déclare avoir voulu défendre son pays « par nationalisme et parce que, si l'on choisit le confort pendant que les autres souffrent, on a une vie ignoble » mais confesse également son goût du risque : « Je voulais être chanteuse, dit-elle, mais je suis partie. C'était l'endroit du front le plus dangereux. J'ai toujours aimé le dangereux ».
Pendant la guerre, Dương Thu Hương constate que les membres du parti communiste vietnamien bénéficient de privilèges alors que ceux-ci prétendent se battre pour la démocratie et la liberté du peuple. Elle est également choquée de voir arriver les prisonniers sud-vietnamiens dans les zones nord-vietnamiennes : « J'ai découvert la vérité, dit-elle, en voyant que nous [les Nord-Vietnamiens] nous battions aussi contre des Vietnamiens. Oui, nous étions bombardés pendant tout ce temps par les Américains, mais le ciel était trop haut et je ne les voyais jamais. Je voyais des Vietnamiens ».
En 2014, elle publie un témoignage évoquant le rapport qu'elle entretient avec la France à cette époque là. Ce qu'elle nomme « son rêve français » se construit sur l'image d'une France dont la légèreté se dévoile dans ses chansons, d'Aline à Tombe la neige, alors qu'au Vietnam la guerre a lancé derrière elle l'empreinte du malheur. « Je pensais en mon for intérieur : «  Si un peuple peut être ému, s’il peut pleurer ainsi sur d’aussi minuscules chagrins, c’est qu’il doit vivre dans un très grand confort matériel et, par conséquent, son âme doit être aussi délicate et aussi blanche que sa peau. Notre peuple, qui a la peau jaune, a vu la famine décimer plus de deux millions de gens et la guerre massacrer dix millions des nôtres. Nous avons été grillés comme des fourmis dans l’enfer du napalm, nous avons péri comme des mouches, écrasés sous les déluges de bombes des forteresses volantes B-52. Nous avons vu la marée montante déposer sur nos plages des monceaux de cadavres humains enroulés d’algues et amalgamés à ceux des poissons crevés. Nous n’avons plus assez de larmes pour pleurer un visage dessiné sur le sable, effacé par les vagues. Notre peuple ne peut composer une chanson telle qu’Aline. ». Elle découvre la France, et avec elle la neige qu'elle a tant entendu chantée, seulement deux décennies plus tard, dans les années 1990.

### Époque de la réunification du Viêt Nam
En 1973, les troupes américaines se retirèrent du Viêt Nam et par conséquent, l'aide financière accordée aux autorités du Sud-Viêt Nam par le gouvernement américain diminua dramatiquement. Plus tard, les affrontements opposeront le Sud-Viêt Nam (pays capitaliste et pro-occidental) et le Nord-Viêt Nam (pays communiste). La guerre du Viêt Nam se termine en 1975 au mois d'avril lorsque la ville de Saïgon tombe dans les mains des troupes du Nord-Viêt Nam. Dương Thu Hương a l'impression que les vaincus (les Sud-Vietnamiens) sont mieux que les vainqueurs (les Nord-Vietnamiens). À cette époque, elle organisait des événements à teneur artistique dans la ville de Huế. Elle retourna à Hanoï, la capitale du Viêt Nam, pour travailler dans l'industrie cinématographique complètement aux mains du gouvernement vietnamien. Ayant écrit cinq scénarios, Elle se rendit compte que ses scénarios donnaient naissance à de mauvais films, mais elle gagnait sa vie.
Plus tard, Dương Thu Hương se trouva un autre métier « indépendant » qui, selon elle, lui ouvrit les yeux. En travaillant pour un groupe de généraux vietnamiens, cette femme écrivait dans l'ombre (tout le mérite ne lui était point accordé) une histoire traitant de la guerre du Viêt Nam. Elle se souvient que les généraux discutaient entre eux au sujet de la manière dont son texte devrait être peaufiné afin de satisfaire leurs intérêts triomphalistes, car comme Dương Thu Hương le dit, « ils voulaient augmenter le nombre de Vietnamiens qui moururent pour montrer qu'aucun sacrifice n'était assez bon pour le peuple (vietnamien) ». En 1979, elle reçoit une invitation pour se joindre au parti communiste vietnamien, mais à force de se faire implorer par ses amis qui étaient accrochés à la conviction que son aide au Parti communiste vietnamien serait utile, Dương Thu Hương se joint à ce parti politique en 1985 avec une très grande réticence.

## Carrière littéraire

### Début de sa carrière
Son premier roman, c'est-à-dire Histoire d'amour racontée avant l'aube, fut écrit en 1986, mais sa carrière de romancière fut lancée avec la publication du roman Au-delà des illusions en 1987. De plus, ce roman la place rapidement parmi les écrivains les plus populaires du Viêt Nam avec un tirage de plus de 100 000 copies. En effet, tel qu'il est indiqué à la couverture arrière du roman Au-delà des illusions paru aux éditions Philippe Picquier, une maison d'édition française spécialisée dans la publication d'œuvres littéraires asiatiques, ce livre fut « le livre de chevet de toute une génération » et l'éditeur ajoute que le roman Au-delà des illusions « est sans doute l'un des plus beaux romans d'amour vietnamiens des deux dernières décennies ».
Dans ses romans qui décrivent les mensonges des apparatchiks, Dương Thu Hương met en scène une population contrainte d’avaler la propagande faite par le parti communiste vietnamien. En effet, dans son roman Au-delà des illusions, cette romancière vietnamienne, qui a participé à la guerre du Viêt Nam du côté des Nord-Vietnamiens, relate des effets de cette guerre sur la société vietnamienne. De plus, cette femme dénonce les abus de pouvoir et les mensonges des communistes vietnamiens. L’année suivante, au moment où paraît Les Paradis aveugles, un autre succès littéraire, ses problèmes avec les autorités vietnamiennes commencent d'après ses affirmations. Afin d'obtenir son silence, le secrétaire général du parti communiste Nguyễn Văn Linh lui offre une maison réservée aux ministres. Elle réplique en soutenant qu'elle se bat pour la démocratie, qu'elle se place du côté des Vietnamiens et qu'elle n'accepterait jamais d'être comme un ministre. C'est de ce souvenir marquant que vient son principe qui veut que toute personne « peut tout perdre, même la vie, mais jamais son honneur ». Dans la préface du roman Histoire d'amour racontée avant l'aube, Bach Thai Quoc écrit qu'à cette époque, en dehors de sa carrière littéraire, elle multiplie les articles de presse et les conférences pour réclamer « l'abolition de la dictature du prolétariat et [la mise en place d'une] démocratie au Viêt Nam ».

### Problèmes avec les autorités vietnamiennes
En 1989, elle est expulsée du parti communiste vietnamien, à cause de ses attaques verbales dirigées contre l'appareil politique du Viêt Nam, exclue de l’Union des écrivains vietnamiens en 1990, mais elle est aussi emprisonnée pendant huit mois en 1991. Elle subit depuis des pressions, exercée par le parti communiste, qui l'empêchent notamment de se rendre à l'étranger. Par exemple, en plus d'avoir déjà été emprisonnée, Dương Thu Hương est soumise à l'interdiction de la part du gouvernement vietnamien de recevoir un passeport depuis 1994, d'après ce que le journaliste du New York Times, Alan Riding, a écrit dans un article intitulé A discourse shaped by the Vietnam War (Un discours forgé par la guerre du Viêt Nam).
Dans une entrevue donnée au webzine Eurasie, le traducteur de romans vietnamiens et responsable de la collection « Vietnam » aux éditions Philippe Picquier, Phan Huy Đường, indique que Dương Thu Hương est la seule figure littéraire vietnamienne qui a vu ses œuvres intégralement traduites en français. De plus, Phan Huy Đường ajoute que Dương Thu Hương est très connue au Viêt Nam, car le tirage de ses œuvres va de 40 000 à 100 000 exemplaires, en raison de l'interdiction de publication qui a été levée contre elle par les autorités vietnamiennes. Pour aller un peu plus loin, puisque les maisons d'éditions sont largement contrôlées par l'État vietnamien, il est aussi important de savoir que Dương Thu Hương ne figure dans aucune anthologie de la littérature vietnamienne, car aux yeux des autorités de ce pays, elle représente « une honte ». Par conséquent, depuis son arrestation en 1991, aucun de ses romans ne furent publiés dans son propre pays natal, mais en revanche, ils ont été édités en France et en Occident. Ainsi, Dương Thu Hương envoie ses manuscrits à l'étranger et beaucoup d'écrivains vietnamiens suivent son exemple.
Comme bien des écrivains de son pays, Dương Thu Hương est une figure littéraire à la fois très respectée par les Vietnamiens et par-dessus tout, crainte par les autorités vietnamiennes, selon Phan Huy Đường. Le traducteur de romans vietnamiens et responsable de la collection « Vietnam » aux éditions Philippe Picquier Phan Huy Đường explique le respect que les Vietnamiens ont pour les écrivains de cette manière :
« La place de la littérature dans la civilisation vietnamienne est énorme pour deux raisons : la première a une origine nationale et la seconde étrangère. Le Việt Nam a une culture très ancienne, mais cette grande civilisation n’avait pas d’écriture propre. Le savoir oral se transmettait par une forme d’art populaire appelé le « ca dao » (les chants populaires), poésie à la rythmique typiquement vietnamienne chantée à travers les différentes régions. Cette langue archaïque représente la moitié de la langue vietnamienne. C’était une langue formée d’adages [que les Vietnamiens utilisaient] souvent pour exprimer une idée. Le principe? Recueillir la tradition populaire pour ensuite l’enrichir, d’où l’importance de la littérature qui véhicule la tradition et la fait évoluer [et] vivre. La seconde moitié de la langue vietnamienne vient du chinois. N’oublions pas que les Chinois ont occupé notre pays pendant dix siècles. Or, dans la culture chinoise l’« honnête homme » est le lettré. Pour les Vietnamiens, c’est celui qui « paye sa dette de vie », autrement dit celui qui doit s’engager dans la société pour devenir un véritable être humain. Conclusion : au Viêt Nam, il n’y a pas de frontière entre la littérature et la politique à cause de cet engagement nécessaire du lettré. Cela explique la grande estime dans laquelle les Vietnamiens tiennent les poètes et les écrivains. Le pouvoir les craint pour cette même raison. »
— Phan Huy Đường
En 1994, Jacques Toubon, le ministre de la Culture en France, décore Dương Thu Hương. Elle reçoit la médaille de chevalier des arts et des lettres. Toutefois, la décoration de Dương Thu Hương soulève l'ire des autorités vietnamiennes, car le gouvernement de Hanoï ne l'apprécie guère en raison de ses attaques verbales dirigées contre l'appareil politique. En 1996 paraît (uniquement à l'étranger) le roman Myosotis et son roman Terre des oublis est publié en 2005. Pour gagner sa vie, Dương Thu Hương est critique littéraire, mais elle est néanmoins placée en résidence surveillée par les autorités vietnamiennes. Depuis 2006, elle vit en France, alors que paraît en janvier 2009 son dernier roman : Au Zénith.

## Analyse de ses romans
Même si l'histoire des romans de Dương Thu Hương varie énormément d'un roman à l'autre, il est possible de voir dans ses romans dépeints sur un fond d'amour ou de déchirement psychologique que derrière ces mots et son style littéraire tout à fait simple se cache une critique très dure à l'endroit du communisme (ses défauts et ses illusions). De plus, cette critique est souvent illustrée par la description des comportements des personnages quoique ces descriptions peuvent être perçues de prime abord comme une caricature. En gros, les romans de Dương Thu Hương reflètent généralement la vie sociale dans un Vietnam de la période post-guerre du Viêt Nam qui a vu l'instauration du communisme et il est aussi possible de discerner dans ces romans un appel à la liberté individuelle et à la démocratisation du régime politique vietnamien.

## Romans
Parmi ses romans traduits en français, on compte :
- Itinéraire d'enfance (1985),
- Histoire d'amour racontée avant l'aube (1986),
- Au-delà des illusions (1987),
- Les Paradis aveugles (1988, prix Gabrielle-d'Estrées 1991),
- Roman sans titre (1991, rééd. 2010),
- Myosotis (1996),
- Terre des oublis (2005),
- Au Zénith (2009),
- Sanctuaire du cœur (2011),
- Les Collines d’eucalyptus (2013).

## Récompenses artistiques
- 1994 : Médaille de chevalier des arts et des lettres (France).
- 2001 : Prix de la Fondation du Prince Claus pour la Culture et le Développement (Pays-Bas). Cette récompense lui a été remise en raison de l'illustration d'une vision socialement critique et d'un attachement à la liberté et au progrès[10].
- 2005 : Prix littéraire Premio Grinzane Cavour (Italie) pour le roman Au-delà des illusions
- 2007 : Grand Prix des Lectrices du magazine Elle (Terre des oublis)
- 2009 : Prix Laure Bataillon de la meilleure œuvre traduite en français pour Au zénith, traduit du vietnamien par Phuong Dang Tran[11]
- 2023: Prix mondial Cino Del Duca pour l'ensemble de son oeuvre. Ce prix français récompense les écrivains dont les œuvres et les réalisations portent le message de l'humanisme moderne.

## Nominations littéraires
- 1991 : Prix Femina du meilleur roman étranger (Les paradis aveugles)
- 1996 : Prix Femina du meilleur roman étranger (Au-delà des illusions)
- 1997 : International IMPAC Dublin Literary Award (Roman sans titre)
- 2006 : Prix Femina du meilleur roman étranger (Terre des oublis)